# San Cebrián de Campos
San Cebrián de Campos település Spanyolországban, Palencia tartományban. San Cebrián de Campos Villoldo, Revenga de Campos, Amayuelas de Arriba, Amusco, Ribas de Campos, Becerril de Campos, Perales és Manquillos községekkel határos. Lakosainak száma 407 fő (2024).

## Népesség
A település népessége az elmúlt években az alábbi módon változott:
| Lakosok száma | 534  | 471  | 498  | 475  | 473  | 459  | 445  | 415  | 424  | 407  |
|               | 2001 | 2004 | 2007 | 2009 | 2012 | 2014 | 2017 | 2019 | 2022 | 2024 |